# McCarthy (groupe)
Pour les articles homonymes, voir McCarthy.
McCarthy est un groupe de pop indépendante britannique, originaire de Barking, en banlieue de Londres, en Angleterre. Il est actif du milieu des années 1980 jusqu'en 1990. Derrière leur style musical très pop, les paroles du groupe reflètent les idées marxistes de Malcolm Eden. Le capitalisme, le gouvernement de Margaret Thatcher ou la monarchie britannique sont critiqués, souvent avec une ironie cinglante.

## Biographie
McCarthy est composé de Malcolm Eden (chant, guitare), Tim Gane (guitare), John Williamson (basse) et Gary Baker (batterie). Les chansons sont résolument dans le style pop. Le groupe s'est fait connaître en figurant sur la célèbre compilation C86, avec le titre Celestial City. Les membres se rencontrent à la Barking Abbey Comprehensive School. Gane est à l'origine batteur, mais apprendra la basse grâce à Williamson. Eden et Gane sont fans de groupes de punk comme Sex Pistols, The Clash, et Buzzcocks, et reprenaient leurs chansons adolescents pendant de petits concerts. Baker les rejoint en 1984, puis le groupe au complet décide d'auto-financer son premier single, In Purgatory, en 1985. Le groupe est signé par Pink Label, publiant deux autres singles ; Red Sleeping Beauty et Frans Hals.
Leur premier album, I Am a Wallet, est publié en 1987. Il est virtuellement ignoré par les programmeurs radio britanniques , sauf par le DJ de la BBC Radio 1 John Peel. Il est cité par James Dean Bradfield comme son album britannique préféré de tous les temps. Deux autres singles apparaissent en 1988 et sont suivis par un deuxième album, The Enraged Will Inherit the Earth.
Un an plus tard, ils sortent leur troisième album, Banking, Violence and the Inner Life Today, avec Lætitia Sadier (compagne de Gane à cette période) au chant. En 1990, après plusieurs albums, le groupe se sépare. Tim Gane est celui qui poursuivra la  carrière la plus remarquée en fondant avec Lætitia Sadier, le groupe Stereolab.

## Discographie

### Albums studio
- 1987 : I Am a Wallet, (September)
- 1989 : The Enraged Will Inherit the Earth (Midnight Music)
- 1990 : Banking, Violence and the Inner Life Today (Midnight Music)

### Singles
- 1985 : Frans Hals (Pink)
- 1986 : Red Sleeping Beauty (Pink)
- 1987 : The Well of Loneliness (September, SEPT)